# Хлопець, який розповідав про перевертня
Хлопець, який розповідав про перевертня (англ. The Boy Who Cried Werewolf) — американський фільм жахів режисера Нейтана Юрана 1973 року.

## Сюжет
Річі відправляється разом зі своїм батьком в гори на уїк-енд. Несподівано на них нападає вовк. Батькові вдається скинути тварину зі скелі. Хлопчик бачить, що вовк падає на дорожній знак і перетворюється на людину. Рітчі, який помітив, що вовкові вдалося вкусити батька, припускає, що це міг бути перевертень. Батько піднімає Рітчі на сміх. Але коли вони повертаються додому, в повний місяць батько починає дійсно перетворюватися на перевертня.

## У ролях
- Кервін Метьюз — Роберт Бріджестон
- Елейн Деврі — Сенді Бріджестон
- Скотт Сілі — Річі Бріджестон
- Роберт Дж. Вілкі — шериф
- Сьюзен Фостер — Дженні
- Джек Лукас — Гаррі
- Боб Хомел — брат Крістофер
- Джордж Гейнс — доктор Мардеросян
- Лоретта Темпл — Моніка
- Девід С. Касс старший — заступник
- Гарольд Гудвін — містер Дункан